# Les hommes préfèrent les blondes (film, 1953)

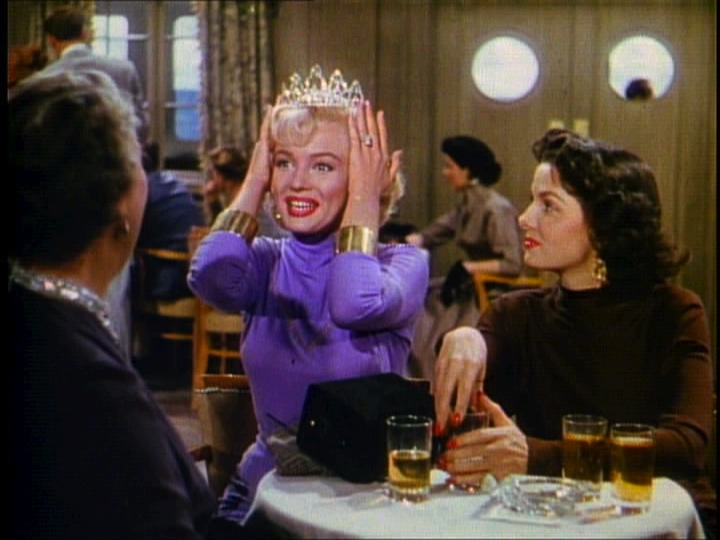
Marilyn Monroe et Jane Russell

Pour l’article homonyme, voir Les hommes préfèrent les blondes (homonymie).
Pour plus de détails, voir Fiche technique et Distribution.
Les hommes préfèrent les blondes (Gentlemen Prefer Blondes) est un film musical américain de Howard Hawks sorti en 1953, adapté de la comédie musicale du même nom jouée à Broadway en 1949.

## Synopsis
Cette comédie musicale se situe dans le milieu des danseuses de revues. Le scénario joue sur l'opposition totale entre les caractères des deux danseuses vedettes : d'une part, Lorelei Lee et d'autre part, Dorothy Shaw.
La première, blonde naïve, n'est intéressée que par les hommes riches et le mot « diamant ». La deuxième, brune à la répartie bien aiguisée, tombe toujours amoureuse d'hommes honnêtes mais peu fortunés, et ce au grand désespoir de son amie.
Car malgré tout ce qui les oppose, ces deux jeunes femmes sont les meilleures amies du monde. Elles sont bien décidées à partir en France pour découvrir Paris. Ce voyage est organisé par Lorelei aux frais de son richissime futur époux, Gus Esmond. Elle s'embarque sur un magnifique bateau avec Dorothy comme chaperon, toutes deux surveillées de près par un détective privé, Malone, engagé par le père de Gus.

## Fiche technique
- Titre : Les hommes préfèrent les blondes
- Titre original : Gentlemen Prefer Blondes
- Titre original complet: Howard Hawks' Gentlemen Prefer Blondes
- Remake d'un film muet homonyme de Malcolm St. Clair en 1928 et adaptation de la comédie musicale éponyme créée à Broadway en 1949
- Réalisateur : Howard Hawks
- Scénario : Charles Lederer, d'après le roman et la pièce d'Anita Loos et Joseph Fields
- Musique :
  - Compositeurs : Jule Styne, Eliot Daniel et Lionel Newman
  - Lyrics : Leo Robin et Hoagy Carmichael
- Directeur musical : Lionel Newman
- Chorégraphe : Jack Cole
- Décors : Lyle R. Wheeler et Joseph C. Wright
- Costumes: Travilla, Charles Le Maire et Sam Benson
- Image : Harry J. Wild
- Montage : Hugh S. Fowler
- Producteur : Sol C. Siegel
- Société de production : Twentieth Century Fox
- Pays de production : États-Unis
- Langue : anglais
- Format : Couleurs (Technicolor) - Son Mono - 1,37:1
- Durée : 87 minutes
- Dates de sortie :
  - États-Unis : 18 juillet 1953
  - France : 30 juillet 1954
- Affiches : Boris Grinsson, Georges Kerfyser (France)

## Distribution
|                            |  |                              |
| Jane Russell dans le film. |  | Marilyn Monroe dans le film. |

- Jane Russell (VF : Jacqueline Ferrière, dialogues ; Anita Love, chant) : Dorothy Shaw
- Marilyn Monroe (VF : Mony Dalmès, dialogues ; Claire Leclerc, chant) : Lorelei Lee
  - Marni Nixon (VF : Claire Leclerc) : Lorelei Lee, renfort chant pour la chanson "Diamonds are a Girl's Best Friend" sur les notes les plus aigus
- Charles Coburn (VF : Jean Toulout) : Sir Francis Beekman
- Tommy Noonan (VF : Raymond Galle) : Gus Esmond
- Elliott Reid (VF : Lucien Bryonne) : Ernie Malone
- George Winslow : Henry Spofford III
- Marcel Dalio (VF : Henri Ebstein) : le magistrat
- Taylor Holmes (VF : Maurice Pierrat) : monsieur Esmond Sr.
- Norma Varden (VF : Hélène Tossy) : Lady Beekman
- Howard Wendell (VF : Richard Francoeur) : Watson
- Alex Frazer (VF : Paul Villé) : Pritchard

Acteurs non crédités :
- George Davis (VF : Marcel Raine) : Pierre, le chauffeur de taxi
- Jean De Briac (VF : Jean Clarieux) : le gendarme
- Jean Del Val : le capitaine du navire
- Rolfe Sedan : un serveur
- George Chakiris : un danseur

## Chansons
- A Little Girl from Little Rock interprété par Jane Russell, Marilyn Monroe et le chœur
- Bye Bye Baby interprété par Jane Russell, Marilyn Monroe et le chœur
- Anyone Here for Love ? interprété par Jane Russell
- When Love Goes Wrong interprété par Jane Russell, Marilyn Monroe et le choeur
- Diamonds Are a Girl's Best Friend interprété par Marilyn Monroe, Marni Nixon (sur les notes aigus) et le choeur
- Diamonds Are a Girl's Best Friend interprété par Jane Russell
- A Little Girl from Little Rock (final) interprété par Jane Russell, Marilyn Monroe et le chœur

## Postérité
- Le clip vidéo de la chanson Material Girl de Madonna s’inspire de la séquence de la chanson Diamonds Are a Girl's Best Friend[1]. En 1987, dans une interview donnée au New York Daily News, Madonna dit : « Eh bien, ma scène préférée de tous les films de Monroe est quand elle fait cette séquence de danse dans Diamonds Are a Girl's Best Friend. Et quand est venu le temps de faire un clip pour la chanson [Material Girl], j’ai dit, je peux juste refaire l’ensemble de cette scène et elle sera parfaite. […] Marilyn a été transformée en quelque chose qui n’est pas humain en quelque sorte, mais je peux comprendre cela. Sa sexualité était quelque chose par laquelle tout le monde était obsédé et je peux m’identifier à cela. Et il y avait certaines choses sur sa vulnérabilité dont je suis curieuse et par lesquelles je suis attirée. »[2]

## Autour du film

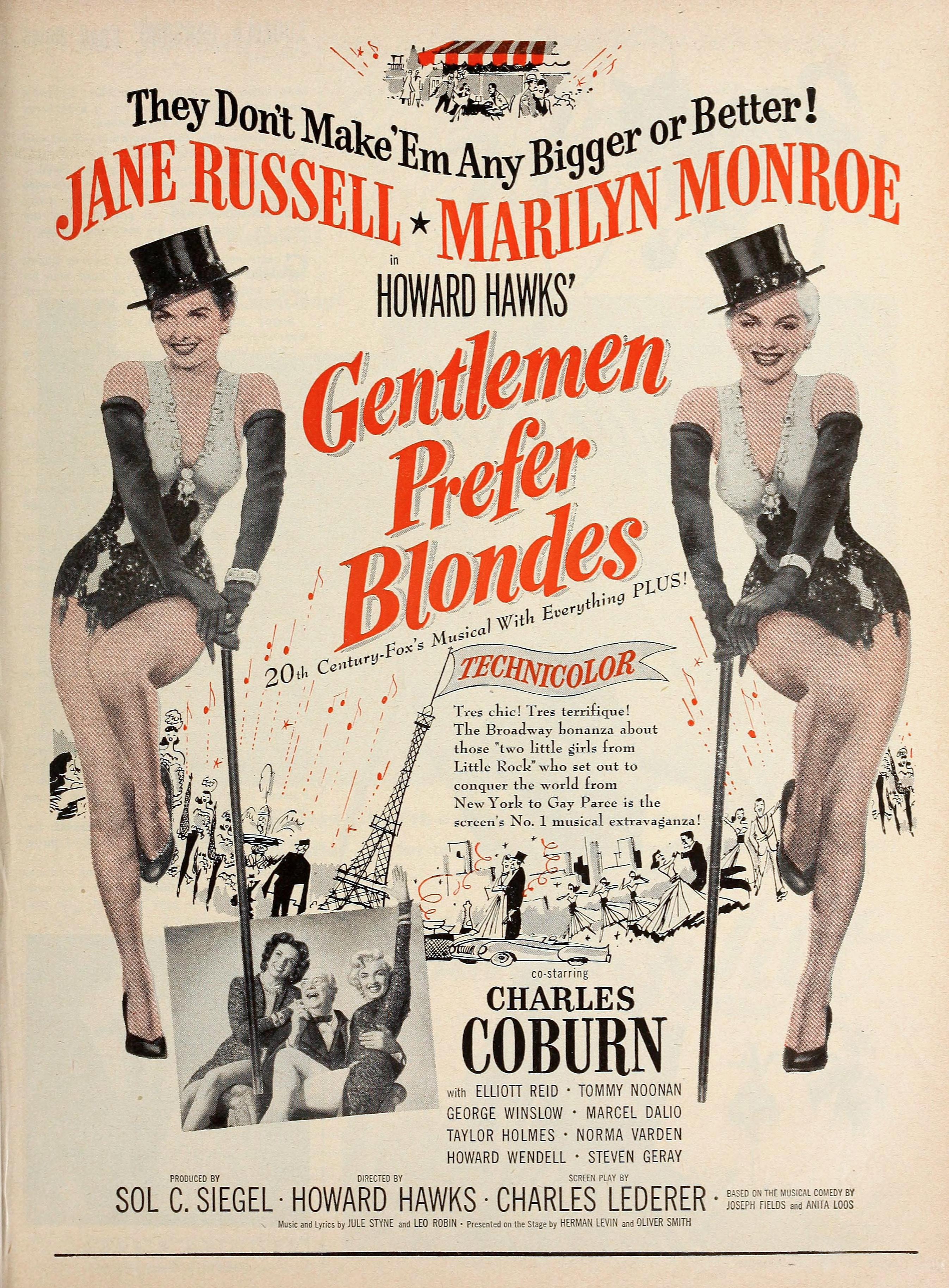
Publicité du film dans le magazine Modern Screen en 1953.

- Gentlemen Prefer Blondes est la seule comédie musicale d'Howard Hawks. Il y aborde deux sujets plutôt tabous pour l'époque : le sexe et l'argent.
- Jane Russell fut payée 150 000 dollars, alors que Marilyn Monroe seulement 15 000[3].
- Jane Russell étant plus grande que Marilyn Monroe, les talons des chaussures de Jane furent réduits, alors que ceux de Marilyn furent agrandis au maximum. Néanmoins la différence de taille se remarque quand même.
- Un des danseurs qui accompagne Marilyn Monroe dans le numéro Diamonds Are a Girl's Best Friend est George Chakiris (en haut à droite sur l'escalier)
- Le réalisateur voulait doubler la voix chantée de Marilyn Monroe et avait convoqué la chanteuse Marni Nixon dans ce but. Mais les studios durent admettre, tout comme Marni Nixon, que le résultat était « affreux »[incompréhensible] et Marilyn chante elle-même toutes ses chansons, mis à part quelques notes aiguës de Diamonds Are a Girl's Best Friend doublées par Nixon.[réf. nécessaire] Marni Nixon aura par la suite l'occasion de prouver son talent en doublant notamment Deborah Kerr dans Le Roi et moi (1956) et Elle et lui (1957), Natalie Wood dans West Side Story (1961) et Audrey Hepburn dans My Fair Lady (1964).
- Le film Les hommes épousent les brunes (Gentlemen Marry Brunettes) de Richard Sale sorti en 1955 et dans lequel joue Jane Russell peut être considéré comme une suite.
- Il s'agit de la seconde collaboration entre Monroe et le réalisateur.